# Гимаев, Зуфар Фаатович
Зуфар Фаатович Гимаев (тат. Зөфәр Фоат улы Гыймаев; 9 января 1951, Наманган, Наманганская область, Узбекская ССР, СССР — 15 февраля 2022, Казань, Республика Татарстан, Российская Федерация) — советский и российский татарский художник, портретист. Заслуженный художник Российской Федерации (2012). Народный художник Республики Татарстан (2017), заслуженный деятель искусств Республики Татарстан (2002). Лауреат Государственной премии Республики Татарстан имени Габдуллы Тукая (2005).
Родился в Узбекистане, затем вместе с семьёй переехал в Казань. Окончил Казанское художественное училище (1970), Ленинградский институт живописи, скульптуры и архитектуры имени И. Е. Репина (1976), Казанскую творческую мастерскую живописи Академии художеств СССР (1980). Учился у таких художников, как А. Зайцев и Х. Якупов. Начинал с различных живописных стилей, особого успеха достиг в жанровой картине, натюрморте, и в особенности — в портрете. Широкое признание получили и были похвально отмечены критикой его портреты Г. Тукая, С. Сайдашева, Т. Миннуллина, Х. Туфана, Б. Урманче, С. Гиззатуллиной-Волжской, других деятелей татарского искусства. Активно работал в деревне, известен пейзажами и портретами своими односельчан, назывался «художником-деревенщиком». Художественную работу сочетал с административной деятельностью в сфере искусства, в частности, в 2008—2020 годах был председателем Союза художников Республики Татарстан. Скончался в 2022 году в возрасте 71 года от рака.

## Биография
Зуфар Фаатович Гимаев родился 9 января 1951 года в Намангане Узбекской ССР. Он появился на свет в районе Терек-Сай, на безлюдной дороге в горах, за полдня пути до Наманганского роддома, причём роды принимал сам отец. Из семьи Фархиджамал Шайхиевны и Фаата Шайхелисламовича Гимаевых. Отец — ветеран войны, был сослан в Узбекистан вместе с семьёй. Зуфар был средним сыном в семье, у него было двое братьев — Фердинанд (род. 1947) и Шамиль (род. 1954).
Через год после рождения Зуфара, срок ссылки отца кончился. В 1952 году семья переехала в Казань, после смерти жившего там дедушки со стороны отца. Отец трудился на табачной фабрике, мать работала дворником. Однажды, во время проводов своей сестры Гулбостан в Самарканд, Фархиджамал взяла детей с собой в аэропорт, где шестилетний Зуфар забрался в самолёт и улетел в Узбекистан, но вскоре был обнаружен и через несколько дней возвращён семье. Учился в английской школе № 39, а также в детской художественной школе № 2. Лето проводил в родной деревне матери — Шадки, а также в Кукеево по соседству. В детстве полюбил музыку и театр, стал увлекаться творчеством с подачи своего дяди, нередко приходившего в гости с другом — композитором С. Сайдашевым.
Выдержав большой конкурс, в 1966 году поступил в Казанское художественное училище, которое окончил в 1970 году. В детстве часто болел, в связи с чем начал заниматься йогой, спортом в целом. В частности, на третьем курсе учёбы в 1969 году стал чемпионом России по акробатике среди юниоров, имел разряд кандидата в мастера спорта. Предпочитал вольные упражнения, полагая, что таким образом через пластику тела можно выразить себя и свои эмоции; в дальнейшем также в этом плане занимался и пантомимой.
Окончив училище в год юбилея В. И. Ленина, в своей дипломной работе «В. Ульянов среди рабочих, 1887» показал выступление Ульянова зимой 1887 года в поддержку требований работников Алафузовского завода об улучшении условий труда. Взволнованная толпа внимательно слушает оратора на фабричной площади, на фоне вдалеке виднеющегося казанского кремля. Для придания эпичности картине Гимаев выбрал прямоугольный формат полотна, рабочие и ораторы у него отличаются убедительностью и правдивостью, характерностью поз, сложной пластикой, также художник провёл большую подготовительную работу — несколько раз бывал на табачной фабрике, на работе у отца, фотографировал рабочих, с которых в дальнейшем писал своих героев.
В 1970—1976 годах учился в Ленинградском институте живописи, скульптуры и архитектуры имени И. Е. Репина, где специализировался на отделении станковой живописи по курсу мастерской А. Д. Зайцева, получив квалификации художника-живописца и педагога. В дипломной работе «Снова дома» (1976) изображены мать с сыном, вернувшимся домой — то ли из армии, то ли с учёбы, а может просто из города. Они сидят на лавке в избе, за окном которой открывается солнечный сельский пейзаж — в полном душевном согласии, без ненужных лишних слов или жестов. Во время учёбы также занимался пантомимой в одной из ленинградских студий, а также акробатикой в соответствующей секции при институте имени Лесгафта.
Хочу сказать людям — будьте добрее и честнее. Когда пишу, то пытаюсь передать свои эмоции, восхищение красотой мира и людьми. И если это получается, испытываю счастье.
Вернувшись из Ленинграда в Казань, в 1976—1978 годах преподавал в КХУ. В 1977—1980 годах обучался в творческой мастерской живописи Академии художеств СССР в Казани под руководством Х. А. Якупова. Одним из первых татарстанцев получил высшее художественное образование в Ленинграде, став также одним из четырёх художников первого «якуповского» выпуска. Младший брат Гимаева — Шамиль (род. 1954) — также окончил ленинградский институт и стал художником, работы которого хорошо были встречены критикой.
Член Союза художников СССР (с 1980 года), Татарстана и России (с 1992 года). С 1980 года работал в Татарском художественном фонде. В 1983 году стал членом правления, затем был заместителем председателя СХ ТАССР. Параллельно, в 1982—1984 годах снова преподавал в КХУ, а впоследствии являлся преподавателем и доцентом казанского филиала Московского государственного академического художественного института имени В. И. Сурикова. Также руководил созданной им студией пантомимы «Бип» при Дворце культуры железнодорожников (1978—1997), преподавал пантомиму в татарской гимназии № 2 (1997—1998), в Цирковой школе (1998—2001). Был знаком с Л. Г. Енгибаровым и М. Марсо, у которых совершенствовался в искусстве пантомимы, оттачивая свою наблюдательность и выразительность; впоследствии Гимаев отмечал, что ему «очень везло на людей».
Я хочу отметить одну особенность творчества Зуфара Гимаева. Оно насквозь музыкально. Музыкально в том смысле, в котором все искусства родственны… Мы подходим к одному и тому же явлению с разных сторон, выражая нашу жизнь, её красоту, её трагедии и радости. Творчество Зуфара Гимаева удивительно пластично. Мы видим в его портретах, натюрмортах, картинах пластику движения, которую он, как один из родоначальников пантомимы в Казани, олицетворяет. Эта пластика, пронизывая сё его творчество, проникает в наши сердца.Семён Казачков, профессор Казанской консерватории.
С 2001 года активно работал в Союзе художников Республики Татарстан, его Художественном фонде. В 2008 году избран председателем Союза художников Республики Татарстан и республиканского отделения Союза художников России. После банкротства организации и фактический катастрофы с творческим объединением, предпринял попытку объединить республиканское отделение Союза и до того независимый Союз художников Татарстана, однако в 2013 году они вновь разделились. В 2020 году оставил пост, после чего новым председателем избран А. Шиабиев.
Как прирождённый художник, чьё мастерство было обогащено академическим образованием, Гимаев отличался трудолюбием, острым умом, добросердечным отношением к людям, честностью и принципиальностью, преданностью своему делу, пониманием своего духовного и нравственного долга, как на ниве живописи, так в педагогической и общественной работе. Активно и прямолинейно высказывал своё, может быть и спорное, мнение по различным вопросам художественной жизни и творчества.
Да, искусство требует жертв. Настоящих художников, к сожалению, бывает совсем немного. наверное, так было во все времена. Поэтому, выбирая профессию художника, надо готовиться ко всему. Быть сильным духом. Иначе могут наступить творческое бесплодие и саморазрушение личности. И будет терзать обида на себя, на весь белый свет за неудавшуюся жизнь, неосуществлённые надежды…Зуфар Гимаев, 2006 год.
В частности, Гимаев указывал на то, что в результате перестройки и распада СССР наступил период кризиса, в том числе и творческого, так как художники — это чувствительные натуры, многие из которых не выдержали «борьбы за выживание». Много молодых художников погналось «за рублём», что, по его мнению, вело лишь к «творческой деградации», а иные после получения образования перестали возвращаться в Казань, начали уезжать за границу, где их труд оценивали намного выше. Своё внимание он акцентировал на желании некоторых художников «вертеться» около власти, на «тяжёлом застое» в татарстанском искусствоведении, на развале многих художественных фондов, что осложнило работу творческих союзов. В результате этого всего в целом, как указывал Гимаев, резко упал уровень изобразительного искусства, не только в Татарстане, но и во всей России.
В 2002 году получил звание заслуженного деятеля искусств Республики Татарстан, в 2005 году удостоен Государственной премии Республики Татарстан имени Г. Тукая, в 2012 году стал заслуженным художником Российской Федерации, а в 2017 году — народным художником Республики Татарстан. В 2019 году в свет вышел альбом о творчестве Гимаева, а в 2021 году он отметил 70-летний юбилей. Жил и работал в Казани. Критиками оценивался как наиболее широко представленный публике современный художник Татарстана, один из ведущих портретистов республики, лучших мастеров как татарстанской, так и российской живописи.
Эта высокая награда дорога мне и потому, что я татарин, и потому, что поэзию Тукая впитал с детских лет. Образ этого великого поэта, гражданина и человека постарался воссоздать в двух картинах. Одну из них хочу подарить казанскому музею Тукая. Стать лауреатом такой премии, конечно, очень приятно, но награда для меня не главное. Главное — быть художником и расти творчески.Зуфар Гимаев о премии Тукая.
Зуфар Фаатович Гимаев скончался 15 февраля 2022 в Казани в возрасте 71 года после продолжительной болезни. На протяжении долгого времени боролся с онкологическим заболеванием, проходил курсы химиотерапии. Свои соболезнования выразило руководство Татарстана, в том числе президент Р. Минниханов. Прощание прошло у мечети «Казан нуры», после чего Гимаев был похоронен на кладбище «Курган».

## Очерк творчества
Рисовать начал с четырёх лет. В детстве любил читать иллюстрированные книги, что постепенно переросло в интерес к живописи и к созданию уже своих рисунков; в дальнейшем особо интересовался Рембрандтом. Как указывали критики, живопись Гимаева нельзя причислить к какому-нибудь определённому течению и направлению искусства; по другим же оценкам, он творил в рамках реализма, избегая «модных веяний». Свою творческую карьеру начинал с различных художественных жанров, успешно работая как над тематической картиной, так и над портретами, пейзажами, натюрмортами. Уже с первых работ искусствоведы отмечали художественную индивидуальность, самостоятельность и гибкость мышления Гимаева как художника. Особенно ему удавалось отображение световоздушной среды, как например, в работе «Натюрморт с кофейником» (1977), пространство которой залито светом. Обогатившись в дальнейшем творческими связями и общением со столичными художниками, с молодых лет внёс «свежую струю» в развитие татарского искусства.
Пробовал свои силы в портретном жанре, который в дальнейшем стал наиболее сильной стороной его творчества. Портрет широко представлен у Гимаева как в рисунках и этюдах с натуры, так и в полноценных полотнах, индивидуальных, парных, групповых, а также в картинах бытового жанра, в которых заметно активное портретное и автопортретное начало. Помимо отображения внешнего сходства, он умело раскрывал внутреннюю сущность своего портретируемого современника, уделял внимание разработке сложного фона, чёткости и оригинальности композиции, отбору аксессуаров, прибегая к жанровости и не ограничиваясь камерной формой. Одним из наиболее ранних произведений такого рода является картина «Письмо» (1975), на котором Гимаев изобразил молодую татарку, крестьянку, которая своими чёрными блестящими глазами смотрит на зрителя из-под ветвей деревьев и с волнением прижимает к своей груди долгожданное письмо. Нежная, застенчивая девушка своим взглядом живо выражает свои чувства, душевное волнение, тогда как окружающая её атмосфера проникнута световыми рефлексами, отличается мягкой цветовой гаммой и бережными мазками художника, чем достигнута большая лирическая теплота картины.
Творчество — это не копия жизни и не фотография. Любой классик для меня учитель. Люблю Н. Фешина, Б. Урманче, И. Шишкина. Мне дороги и понятны художники самых разных направлений: импрессионисты, постимпрессионисты, экспрессионисты — всё то, где есть искусство, творчество, а не какое-либо одно направление.Зуфар Гимаев.
Другая лирическая картина о жизни деревни — «Фания — дежурная» (1977), представляет собой портрет комсомолки-колхозницы, сидящей на диспетчерском пункте в конторе, за окнами которой виднеются дороги, поля, сельский пейзаж, наполненный летним теплом и ярким солнечным светом. Своей живостью и выразительностью девушка напоминает «Девочку с персиками» В. А. Серова, а её лицо просто светится от радости, от готовности в любую минуту прийти на помощь людям, сделать что-то доброе и полезное. Букет цветов на столе у телефонов, обилие света в избе, скромная улыбка и обаяние девушки, по оценкам критики, характеризуют эту картину свежестью и непосредственностью, а Гимаева — как проникновенного портретиста. Многие женские и детские портреты Гимаева вообще довольно камерны, отличаются особенным лиризмом и поэтичностью; в изображении женщин он также прибегал к жанру ню.
Будучи тесно связанным с татарской деревней, Гимаев избрал деревенскую тематику в качестве определяющей темы как в портрете, так и в жанровой картине. Как человек, родившийся в городе и проживший практически всю свою жизнь в городских условиях, Гимаев в таких работах пытался отобразить свою глубинную связь с деревней, свои детские эмоции и ощущения от возвращения на родину предков. Особенно это заметно в пейзажах с деревенскими видами, которые наполнены лиричностью и светлой меланхолией, в связи с чем Гимаева даже называли «художником-деревенщиком». В частности, в ходе командировки воспитанников казанской мастерской АХ СССР в Кукеево в 1978—1979 годах им был написан ряд портретов жителей деревни, колхозников, своих родных и односельчан, стариков и детей, женщин всех возрастов, отличающихся ярко выраженным портретным сходством, а также ряд пейзажей, проникнутых атмосферой поэтической лиричности и светлой грусти. Пейзажные моменты Гимаев часто вводил в свои произведения на деревенскую тему; нередок у него также и «чистый» пейзаж, в котором передаётся лишь тонкое понимание природы и восхищение её красотой.
Картина «Бабушке письмо пришло» (1979) является наиболее глубоким по эмоциональности автобиографическим полотном, несущим серьёзный гуманистический посыл. С душевной теплотой и искренностью Гимаев изобразил добрую атмосферу деревенского дома, наполненного светом нравственности и чистоты. Подробно и с любовь запечатлена скромность и нарядность его предметного мира, окружающего бабушку — лоскутные одеяла, коврики и занавески ручной работы, шамаили, висящие на стене семейные фотографии. Гимаев отмечал, что, собственно, «сам себя и изобразил на картине — мальчиком, читающим вслух письмо». В целом, хоть сюжет довольно умилительный и считывается полностью с первого взгляда, он проводит мысль о нерушимости нравственных основ семьи, о важности бережной заботы о близких и уважения к старшим.
Когда я её писал, вспоминал своё детство, проведённое в деревне. Уже в 6 лет я умел сносно читать, поэтому все одинокие неграмотные бабушки приглашали меня к себе почитать письма от родственников. Почитаю, бывало, а они на радостях конфетку дадут! Обощённый образ этих бабушке я и нарисовал… Я и поныне люблю бывать в деревне, где по-прежнему много таких одиноких бабушек. У той бабушки было по меньшей мере 7—8 прототипов… За эту картину в своё время меня сильно критиковали: мол, современная деревня живёт совсем другими проблемами.Зуфар Гимаев о картине «Бабушке письмо пришло».
Одной из первых сюжетно-тематических картин для Гимаева стало полотно «Акробаты Татарии» (1979), напоминающее работу «Гимнасты СССР» Д. Д. Жилинского. На условно-декоративный фон в виде зелёного ковра помещена группа красивых спортсменов — известных в республике мастеров и кандидатов в мастера спорта, форма которых выполнена в красно-белой гамме. В середине композиции тренер (А. Михайлов) в обычном чёрном классическом костюме наблюдает, как группа из четырёх человек («силовая четвёрка» — А. Горячев, В. Козырев, К. Хакимуллин, Р. Фатхуллин) исполняет классическую пирамиду. Пока все тренируются и готовятся выполнять свои упражнения, один из спортсменов стоит за тренером — спиной к зрителю в форме с надписью «СССР» — это чемпион СССР (Ю. Дулатов), которого Гимаев показал именно так, чтобы выделить самого сильнейшего члена команды. В критике указывается, что в сравнении «Акробаты» проигрывают в части недостаточной цельности, поверхностности характеров и цветового решения, однако по другим оценкам, несмотря на близость выбранной темы и схожесть некоторых композиционных приёмов, каждый спортсмен в картине Гимаева отличается индивидуальностью, узнаваемостью.
В числе других, знаковых, работ Гимаева отмечаются полотна «Бабай» (1977), «Вечер в Кукеево» (1978), «Мальчишка из деревни Кукеево» (1978), «Автопортрет» (1978), «Портрет мима Фарида Абдуллина» (1978), «Натюрморт с татарским полотенцем» (1978), «Строители КАМАЗа» (1979), «В вечернем автобусе» (1980), «Марш мира» (1980, в соавт. с И. Самакаевым), «Осень в деревне Эмба» (1982), «Моя деревня» (1982), «Мои родители» (1986—1987), «Булгары. Ханская усыпальница» (1990), «Старая Казань. Улица Олькеницкого» (1994), "Азимовская мечеть» (1996), «Булгары. Малый минарет» (1996), «Три луны» (1997), «На реке Казанке. Казанский Кремль» (1997), «Озеро Яльчик» (1997), «Средиземноморье. Возле Анталии» (2000), «Весна. Дорога к Раифскому монастырю» (2002), «Отец солдата. Памяти дедов и отцов наших» (2005), «Завалинка. Село Тарханы. Чувашия» (2009), «Весна в Раифе» (2013), «Карпаты» (2016), «Крым. Алупка, Воронцовский дворец» (2017), «Цандрыпш. Абхазия» (2017), «Вечер в Снине» (2017).
Широко известна выполненная Гимаевым серия портретов выдающихся деятелей культуры татарского народа — актёров, режиссёров, драматургов, писателей, поэтов, композиторов, художников. Не нагружая портреты излишней детализацией, он эффектно отображал душевное состояние своих героев, находя обычно какой-нибудь символический фоновый образ для передачи малейших нюансов их характеров, как-то плачущая театральная маска, крепкое дерево в окружении молодой поросли, белое одеяние или белый цветок. Усилению выразительности способствовало то, что Гимаев клал краски тонким прозрачным слоем и пользовался лессировкой, в результате чего создавался мягкий, тёплый колорит, а портрет как бы начинал светиться изнутри. Это всё дополнялось разнообразностью подходов к трактовке личности героев, оригинальностью образных характеристик и композиционных решений.
Сам я не считаю эти портреты особенно удачными. Просто это очень дорогие мне люди. В детстве в доме своей бабушки я не раз видел Салиха Сайдашева. Он действительно излучал доброту и человеческое тепло. Когда он гладил меня по голове, то было видно, что этот жест доставлял ему такую же радость, как и мне, ребенку… Таким же душевно щедрым человеком был и Баки Урманче. Он любил, когда вокруг него была молодёжь, и часто приглашал нас, молодых художников, к себе в гости. Так мы с ним подружились. Мне как художнику, конечно же, легко и радостно работать над портретами людей, которые заняли большое место в моей жизни. Но в чем-то, безусловно, и труднее.Зуфар Гимаев, 2001 год.
Среди такой портретной живописи Гимаева критикой отмечены — «Тази Гиззат» (1985), «Мирсай Амир» (1986), «Портрет первой татарской художницы Гайши Рахманкуловой» (1991), «Назиб Жиганов» (1991), «Салих Сайдашев» (1991), «Мансур Музафаров» (1991), «Фарид Яруллин» (1991), «Султан Габаши» (1991), «Александр Ключарёв» (1991), «Гаяз Исхаки» (1993), «Гали Надрюков» (1993), «Сахибжамал Гиззатуллина-Волжская» (1993), «К. Тинчурин и С. Сайдашев» (1993), «Рафкат Бикчантаев» (1994), «Наки Исанбет» (1995), «Туфан Миннуллин» (1995), «Раздумье. Художник Баки Урманче» (1997), «Кашифа Тумашева» (1999), «Гали Ильясов» (1999), «Чай вдвоем. Писатель Фанис Яруллин и его жена Нурсия-ханум» (2000), «Салих Сайдашев» (2000), «Белый цветок. Хасан Туфан» (2000), «Владимир Федотов. Заслуженный артист России» (2000), «Дамир Сиразиев» (2001), «Празат Исанбет» (2002), «Ш. Сарымсаков» (2002), «Исламия Махмутова» (2003), «Ильдар Юзеев» (2004), «Фатима Камалова» (2004), «Рустем Яхин» (2005), «Татар моңы. Народный поэт Ильдар Юзеев» (2005), «Гаухар Камалова» (2005), «Моңлы Казаным. Портрет Сары Садыковой» (2006), «Дания Нуруллина» (2006), «Шариф Хусаинов» (2006), «Режиссёр Марсель Салимжанов» (2006), «Булат Окуджава. Синий троллейбус» (2006), «Наиль Дунаев» (2006), «Татарский композитор Мирсаит Яруллин» (2006), «Литературный критик, писатель и публицист Рафаэль Мустафин» (2007), «В. П. Аксёнов» (2010), «Марина Цветаева» (2011), «Сагит Сунчелей» (2011), «Шаукат Биктемиров» (2012), «Народный артист РСФСР и РТ Фасиль Ахметов» (2014), «Рашид Калимуллин» (2015), «София Губайдуллина» (2016), «Разиль Валеев» (2017), «Хади Такташ» (2017), «Молодой Лев Толстой в Казани» (2018), «Булат Сайфуллин» (2018)..
Есть люди, которым доверяешься при первой же встрече, раскрываешь им свою душу. Зуфара бы я отнёс к числу таких. Когда он выразил желание сделать мой портрет, я не сразу согласился. А когда началась работа, я узнал Гимаева как целеустремлённого и своеобразного художника. Он смог вложить в портрет мои взгляды на жизнь, мои мысли. Исламская религия запрещает рисовать портреты. Считается, что портрет на том свете будет требовать твою душу. Возможно, это так, если художник не смог вложить в портрет душу портретируемого. Однако Зуфар в этот портрет вложил часть моей души. Такое дело я не считал бы греховным.Туфан Миннуллин о своём портрете.
Особо критиками выделяется художественное исследование Гимаевым жизни и творчества поэта Г. Тукая. Для работы над портретом «Габдулла Тукай» (1986), выполненным к 100-летию поэта, Гимаев собрал множество материалов, также ездил по родным местам Тукая для того, чтобы прочувствовать атмосферу и дух его времени. Также внимания заслуживают работы «Г. Тукай в Астрахани» (1996), «Портрет молодого Тукая» (2006—2007), «Портрет Тукая» (2011), «Габдулла Тукай» (2016). Тукай у Гимаев встречается в групповых портретах, в частности, на полотне «Труппа „Сайяр“» (2003), или в работе «На заре XX века» (2006) вместе с Г. Кариевым и С. Гиззатуллиной-Волжской. На тукаевскую тему известны и пейзажи Гимаева, например, «Из Кушлавуча» (2006).
С 1970 года активно участвовал во всесоюзных, всероссийских, зональных, республиканских, а также международных выставках. В Казани также проходили и персональные выставки Гимаева в 1995, 2001, 2003, 2011, 2021 годах. Его произведения находятся в коллекциях Государственного музея изобразительных искусств Республики Татарстан, Татарского государственного академического театра имени Г. Камала, Татарском государственном театра драмы и комедии имени К. Тинчурина, Казанского (Приволжского) федерального университета, Казанского художественного училища имени Н. И. Фешина, Казанской государственной консерватории имени Н. Г. Жиганова, музея С. Сайдашева, музея К. Насыри, Ф. Яруллина, Х. Туфана, Альметьевской картинной галереи, Красноярского государственного художественного музея имени В. И. Сурикова, Пермской государственной художественной галереи, а также в частных собраниях за рубежом.
Мировая история искусств хранит лишь то, во что художник мастерски вкладывал подлинные чувства и переживания, во что он сумел вдохнуть свою неповторимую, творческую душу. Не зря ведь это искусство называется живописью. Солнце одинаково светит культурным растениям и сорнякам. Конечно, без вмешательства умного, дальновидного садовника сорняки могут заглушить всё лучшее и нежное, но у красивых цветов  и ароматных плодов, я надеюсь, не переведутся заботливые поклонники. И, несмотря на библейскую истину о том, что «многие знания умножают печали», — солнце освещает работы Зуфара Гимаева. Иногда ярко, иногда с тихой лаской. Даже в пейзажах, написанных при пасмурной погоде, ощущается солнечная доброта их автора.Светлана Колина, искусствовед.

## Награды
Звания
- Почётное звание «Заслуженный художник Российской Федерации» (2012 год) — за заслуги в области изобразительного искусства[95].
- Почётное звание «Народный художник Республики Татарстан» (2017 год) — за большой вклад в развитие изобразительного искусства и многолетнюю плодотворную творческую деятельность[96].
- Почётное звание «Заслуженный деятель искусств Республики Татарстан» (2002 год)[1].

Премии
- Государственная премия Республики Татарстан имени Габдуллы Тукая (2005 год) — за создание портретов деятелей литературы и искусства Республики Татарстан[97]. Вручена президентом Республики Татарстан М. Ш. Шаймиевым на площади перед Татарским государственным академическим театром имени Г. Камала[98].
- Премия имени Баки Урманче (2003 год) — за картину «Белый цветок. Хасан Туфан»[99].
- Премия имени Тибора Бартфая (2016 год)[100].

Прочее
- Золотая медаль Союза художников России «Духовность. Традиции. Мастерство» (2011 год)[31][101].
- Благодарственное письмо Президента Республики Татарстан (2011 год) — за многолетнюю плодотворную творческую деятельность, достойный вклад в развитие культуры и искусства Республики Татарстан[102].
- Почётная грамота Президиума Верховного Совета Татарской АССР (1986 год)[31].

## Личная жизнь
Жена — Гузель Анваровна (род. 1961), хоровой дирижёр, доцент Казанского университета. Двое детей — дочь Айгуль и сын Анвар.